# 拉夫萊迪鎮區 (北卡羅萊納州考德威爾縣)
拉夫萊迪鎮區（英語：Lovelady Township）是位於美國北卡羅萊納州考德威爾縣的一個鎮區。

## 地方資料
拉夫萊迪鎮區的面積為106.70平方千米，皆為陸地。根據2020年美國人口普查的數據，當地共有人口18505人，而人口密度為每平方千米173.43人。